# Oxyrrhea
Oxyrrhea es un grupo de protistas alveolados que constituye un linaje altamente divergente de dinoflagelados. Comprende solamente al género Oxyrrhis, una forma marina predadora y fagotrofa con un plasto vestigial, que no presenta cíngulo ni sulcus, pero cuenta con dos flagelos, uno de ellos insertado lateralmente. Los dos flagelos tienen funciones diferentes: uno genera un movimiento ondulatorio, mientras que el otro se enrolla y estira, produciendo una propulsión helicoidal. Los flagelos están cubiertos de escamas y la mayoría de los individuos también tienen escamas en la superficie del cuerpo. Entre los dos flagelos se encuentra un tentáculo con forma de bulto.
La organización del núcleo celular de Oxyrrhis es muy atípica: no presenta dinocarión sino que contiene un gran número de cromosomas largos y delgados, separados por numerosos cuerpos densos al microscopio electrónico que podrían ser pequeños fragmentos de cromosomas. Esta organización es muy diferente de los cromosomas gruesos, condensados y fibrilares que constituyen el dinocarión de los dinoflegelados típicos. Otra diferencia entre Oxyrrhis y los verdaderos dinoflagelados es la presencia de lo que podrían ser proteínas histonas en el núcleo celular.